# Учебно-техническа промишленост
Учебно-техническата промишленост в България е промишленост, развила се трайно след 1950 година. Тя се развива под формата на заповеди и наредби за създаване на материали за училищните институции от Министерството на народната просвета, по-късно станало Министерство на образованието и науката. В България от 1960 до 1997 година тази промишленост се развива стремглаво.
Стопанското предприятие „Учтехпром“ е създадено първоначално като отдел „Учебни помагала“ за изготвяне на географски карти към издателство Народна просвета
Стопански комбинат “Учтехпром” е създаден с ПМС № 53 от 20 юли 1977 г., на базата на Дирекцията “Учебно-технически средства” към МНП, като самостоятелна юридическа личност. С Разпореждане № 17 на МС от 26 юли 1986 г. е преобразуван в Комбинат “Учтехпром” и влиза в състава на Научно-проектантското и производствено обединение “Напредък” към МНП. Със Заповед № 5 на министъра на икономиката и планирането от 14 март 1988 г., считано от 1 апр. 1988 г. е преобразуван в Пласментно-снабдително предприятие “Учтехпром”. С Решение на СГС, ф. д. № 9033 от 17 окт. 1990 г. е преобразувано в ДФ “Учтехпром”. С Решение № 3 на СГС от 24 юли 1995 г. е преобразувано в “Учтехпром” ЕООД. От 11 февр. 2004 г. дружеството е приватизирано от “Акцион партньор” ЕООД (ДВ, бр. 36 от 30 апр. 2004 г.).
След 1989 г. предприятието „Учтехпром“ става „Учтехпром ЕООД“ и е приватизирано през 2004 г.

## Предприятия и заводи, произвеждали учебно-технически средства
- Завод „М. В. Ломоносов“ – гр. Плевен,
- Завод за училищна мебел и пособия „Вела Пискова/Кирил и Методий“ – гр. Елена,
- Студия „Спектър“ (учебни филми),
- Творчески фонд при съюза на българските филмови дейци – София,
- Предприятие „Люлин“ – София,
- Държавно индустриално предприятие „Биологични модели и препарати“ – София,
- Завод за грамофонни плочи „Балкантон“.